# 2,4,6-三(二甲氨基甲基)苯酚
2,4,6-三(二甲氨基甲基)苯酚是一种酚类有机化合物，化学式为C15H27N3O。它可以苯酚、二甲胺和甲醛为原料反应制得。它和二(二乙氨基)二甲基硅烷在三(三甲基硅基)氯硅烷存在下反应，可以得到二[2,4,6-三(二甲氨基甲基)苯氧基]二甲基硅烷。